# Grupo Mateus
O Grupo Mateus (B3: GMAT3) é um grupo varejista brasileiro com atuação em supermercados, atacarejo, móveis e eletrodomésticos, e-commerce, além de atuação na área de panificação. Presente nos estados do Maranhão, Pará, Piauí, Tocantins, Ceará, Pernambuco, Bahia, Sergipe, Alagoas e Paraíba é a maior rede varejista das regiões norte e nordeste do pais e a quarta maior empresa de varejo alimentar do Brasil, de acordo com a Associação Brasileira de Supermercados (Abras), o grupo emprega mais de 40 mil pessoas em suas 200 unidades de negócio.
Fundada por Ilson Mateus Rodrigues em 1986 com a inauguração de uma pequena mercearia em Balsas, distante 833 km de São Luís, em 1988 amplia para 50 m² a tornando em um supermercado de médio porte. Em 2000 é iniciada seu processo de expansão para outras cidades do Maranhão, sendo Imperatriz a primeira cidade e em 2002 foi inaugurada na cidade Santa Inês e depois na capital São Luís. Em 2010 inaugura 23 lojas entre atacado e varejo em 06 cidades do Maranhão e com o Armazém Mateus finalizou o ano com atuação em quatro estados: Maranhão, Pará, Tocantins e Piauí.
Atualmente o grupo mantém lojas de atacado com o Armazém Mateus, varejo com os supermercados Mateus e Mix Atacarejo - um atacarejo de autosserviço tipo Cash and Carry e atua no segmento de panificação com a marca Bumba Meu Pão, revenda de eletrodomésticos com o Eletro Mateus, alimentação com o Food Service Mateus, distribuição farmacêuticos com a Invicta, antiga Disprofarma. Possui ainda uma plataforma de e-commerce, o Mateus Mais, além de oferecer melhores condições de pagamento com os cartões MateusCard e o Crednosso. Em 2017, o grupo lança uma franquia para pequenos varejistas, a El Camiño Supermercados, o Grupo Mateus identificou neste modelo a oportunidade de gerar novos negócios e fortalecer o segmento do varejo. Já no ano de 2021,  O Grupo Mateus lança um modelo inovador de negócio, o Armazzem do Seu Jeito, com lojas compactas, que oferece segurança e comodidade. O modelo reúne toda a logística do Grupo e foi pensado para atender todas as necessidades dos clientes, permitindo que às compras sejam realizadas em ambientes corporativos, condomínios, shoppings e pontos comerciais.

## História

### Início
Nos anos 1980, Ilson Mateus Rodrigues trabalhava como garimpeiro em Serra Pelada, no Pará.  Nesse período foi informado sobre Balsas, cidade Maranhense promissora para o comércio e o agronegócio distante 833 km de São Luís, capital do estado.
Em Balsas, no ano de 1986 Ilson Mateus inaugurou uma pequena mercearia onde começou a vender pinga ao mesmo tempo em que cuidava desse comércio, fazia fretes levando produtos adquiridos em Imperatriz, a 636 km de São Luís, para serem comercializados em Balsas.
Nesse período, o Brasil passava por uma série de transformações com a chegada do plano cruzado e Ilson Mateus precisava se firmar no mercado daquela região. Pensando nisso só havia uma alternativa: comprar a prazo de grandes distribuidores e vender à vista, além de investir em estoque.
Assim, em apenas dois anos, em 1988, a mercearia de 50 m², tornou-se um supermercado de médio porte. Neste momento, a cidade de Balsas estava em transformação pelo agronegócio da soja, novos moradores chegavam de diversas partes do Brasil. Para atender essa demanda crescente de consumidores, Ilson Mateus investiu no atacado e inaugurou o Armazém Mateus, firmando-se na região como, varejista e atacadista.

### Expansão no Estado
Em 2000 Ilson Mateus iniciou o processo de expansão da marca Mateus para outras cidades do Maranhão, sendo Imperatriz, segundo maior centro econômico populacional do Maranhão, a cidade escolhida. No mesmo  ano foi iniciada as atividades de distribuição de Produtos Farmacêuticos e inaugurou o primeiro Hipermercado do sul do estado, o Hiper Mateus na cidade de Balsas, com 3.414m² de área de vendas.
Em 2002 foi inaugurada na cidade Santa Inês, a 243 km da capital maranhense, uma nova loja, que pela sua proximidade com São Luís, passou a ser um importante ponto estratégico de expansão.
Com os bons resultados alcançados, em 2003, o empreendedor inaugurou mais uma loja na cidade de Imperatriz.
Em uma oportunidade de negócios, Ilson Mateus adquiriu duas lojas em São Luís em bairros distintos, na Cohab, bairro popular da capital e no emergente bairro comercial Renascença. Com a estratégia de oferecer "um maior mix de produtos com o melhor custo benefício", os ludovicenses tiveram uma aceitação impressionante com a marca, fato que contribuiu para o Grupo Mateus inaugurar mais cinco lojas na capital no espaço de tempo de três anos, sendo, duas em 2004, duas em 2006 e uma em 2007.

### Crescimento do Grupo
Ainda em 2007, o Grupo Mateus, com foco na padronização e na qualidade dos produtos disponibilizados nas lojas de todo o estado, investiu em um centro de panificação inaugurando a Indústria de Pães “Bumba Meu Pão”, localizada no Distrito Industrial da capital maranhense. No mesmo ano, a rede supermercadista, em plena expansão, levou para as cidades de Imperatriz e Balsas o sistema cash and carry, conhecido popularmente como Atacarejo, seguimento que leva a marca Mix Atacarejo.
Em 2008, a primeira loja Mix Atacarejo foi inaugurada em São Luís, no bairro do João Paulo, local tradicionalmente conhecido pelo comércio atacadista, e mais duas lojas do Mateus Supermercados abrem suas portas em Imperatriz.

### Expansão além do Maranhão
Indiferente à crise financeira mundial, o Grupo Mateus manteve seus projetos de expansão no estado. Em abril de 2009, o Grupo Mateus chega à cidade de Açailândia, o terceiro maior PIB do estado do Maranhão e o oitavo mais populoso. Em 2010, investiu no segmento especializado de eletroeletrônicos, eletrodomésticos, bazar e móveis, inaugurando duas lojas próprias com a marca Eletro Mateus, em São Luís e Imperatriz.
O Grupo Mateus, em pleno amadurecimento de seu plano de expansão, encerrou o ano de 2010 com 23 lojas entre atacado e varejo, com operações em 06 cidades do Maranhão. Com o Armazém Mateus finalizou 2010 atuando em quatro estados: Maranhão, Pará, Tocantins e Piauí e a Invicta – distribuidora farmacêutica operando nos estados do Maranhão, Pará e Piauí.
Já em 2011, o Grupo Mateus diversificou seus negócios e fechou parceria com o Bradesco, lançou no mercado o cartão de crédito Mateus Card. No mesmo ano, o grupo ampliou a Indústria de Pães na capital, triplicando sua capacidade de produção para 900 mil kg/mês e inaugurou mais quatro lojas no Maranhão, sendo: três na capital e uma em Imperatriz.
Em 2012, o Grupo Mateus ultrapassou as fronteiras de seu estado de origem e inaugurou duas lojas no seguimento varejista na região Norte do país.  A cidade de Palmas, no Tocantins, foi a primeira fora do estado a ter experiências com a rede maranhense. Após cinco anos funcionando em Palmas, o Grupo Mateus confirmou o encerramento de suas atividades na capital tocantinense. Em março de 2017 o grupo confirmou o fechamento de seu supermercado em Tocantins, com consequência em torno de 400 pessoas  ficaram desempregadas.
Em Dezembro de 2016 o grupo Mateus inaugura mais duas lojas, uma na cidade de Castanhal - PA, outra na cidade de Belém, a primeira na capital do Estado do Pará e em 2017 inauguraram uma em Ananindeua. E também inauguraram o Mix Atacarejo Altamira no dia 31 de Março de 2017.
No dia 28 de julho de 2022, o Grupo Mateus chega em Maceió, inaugurando 2 Mix Mateus ao mesmo tempo. Em dezembro de 2023, foram inaugurados mais 2 Mix Mateus em Maceió.

### Tecnologia e inovação
Com o crescimento das operações, em 2013 foi criada a It Happens, e hoje se tornou a Pulse. Com o setor de tecnologia e inovação, foi possível começar a desenvolver e gerenciar softwares de logística usados nas atividades do grupo. Com mais de 250 programadores de módulos para RH, vendas, estoque, contabilidade, e-commerce, dados estatísticos, infraestrutura e gestão da companhia, tudo isso garante rapidez nos processos e segurança da estratégia comercial do Grupo Mateus.
A operação do Grupo precisou se adaptar aos novos rumos da economia e teve como grande aliada a tecnologia nesse novo passo. Desde 2017, o grupo vem investindo no e-commerce, onde o projeto iniciou com o surgimento do Canto do Chef e o Mateus Online. Com a pandemia, esse processo de digitalização do Grupo acelerou com o Aplicativo Super – Mercado do Futuro, oferecendo uma nova experiência de compra online onde o cliente poderia comprar via delivery ou retirar no drive-thru da loja desejada. Em 2021, foi lançado o mais novo aplicativo do Grupo que é o Mateus Mais, onde foi possível juntar todos os demais apps em um só, oferecendo uma experiência cada vez mais completa para o cliente. Com a possibilidade de não só fazer suas compras online, o cliente pode comprar eletrodomésticos e ainda ganhar dinheiro de volta através do sistema de cashback. O Mateus Mais agora já está presente em todas as lojas, atuando no Maranhão, Pará, Piauí, Ceará, Bahia, Pernambuco, Sergipe, Alagoas e Paraíba.

## Números
O Grupo Mateus é considerado a maior rede regional com capital 100% nacional e opera nos segmentos de Varejo (com a bandeira Mateus Supermercados), Atacarejo (bandeira Mix Atacarejo), Eletroeletrônicos, Eletrodomésticos, Móveis e Confecções (bandeira Eletro Mateus), Indústria de Pães (bandeira Bumba Meu Pão), Distribuição de Produtos Farmacêuticos (bandeira Invicta) e Atacado (bandeira Armazém Mateus) – este último garante, com uma frota própria de 235 caminhões, a distribuição de produtos para os estados do Pará, Piauí e Maranhão. Para atender a demanda dessa grande estrutura, o Grupo Mateus dispõe de três centros de distribuição, totalmente automatizados que garantem o abastecimento com agilidade e eficiência. Hoje, o Grupo Mateus conta com mais de 40 mil funcionários e está presente em três estados e mantém mais de 200 empreendimentos em sua plataforma de operação.

## Subsidiárias
- Franquia de Supermercados Camiño[18][19]
- Spazio[20]
- CredNosso[21]
- C@nto do Chef[22]
- WorkEduc[23]
- Mateus Mais[17]
- Armazzem[24]

## Controvérsias
Em 2016 o grupo Mateus foi investigado pelo um esquema de doação para campanhas eleitorais. Durante as investigações descobriu apenas que o Grupo Mateus foi beneficiado em esquema criminoso que atuava dentro da Secretaria Estadual da Fazenda (Sefaz), Segundo a denúncia o grupo Mateus firmou um acordo judicial com a então governadora do Maranhão, Roseana Sarney, com aval dos procuradores do Estado, Marcos Alessandro Coutinho Passos Lobo, Helena Maria Cavalcanti Haickel e Ricardo Gama Pestana, que gerou aos cofres da Fazenda Estadual um rombo em torno de  153 milhões de reais entre os anos de 2009 a 2014, Segundo a 2.ª Promotoria de Justiça de Defesa da Ordem Tributária e Econômica.
Segundo nota oficial da Mateus "As operações fiscais realizadas pelo Grupo com o Estado se pautam dentro da total legalidade e transparência, respeitando as legislações vigentes e os princípios éticos da nossa empresa, que busca sempre contribuir para o desenvolvimento econômico e social nas comunidades onde atuamos. O Mateus ressaltou seu compromisso com o Maranhão, onde emprega cerca de 20 mil pessoas e é o maior gerador de ICMS no ramo do varejo" fecha nota.
- Em 2 de outubro de 2020, ocorreu um grave acidente na filial Mix Mateus Atacarejo, em São Luís, Maranhão, no qual uma empilhadeira teria atingido as prateleiras e provocado o desabamento em "efeito dominó" de tais. Houve uma vítima fatal e onze feridos.